# قله لوسکی (بلغارستان)
قله لوسکی (به لاتین: Levski Peak) یک قله در بلغارستان است که در استان پلوودیو واقع شده‌است. قله لوسکی ۲٬۱۶۶ متر بالاتر از سطح دریا واقع شده‌است.